# Archieparchia preszowska
Archieprachia preszowska – najznaczniejsza jednostka jurysdykcyjna słowackiej cerkwi greckokatolickiej, obejmuje obszar kraju preszowskiego, wraz z eparchią koszycką i eparchią bratysławską tworzy greckokatolicką metropolię preszowską. 

## Dzieje greckokatolickiej eparchii w Preszowie
Eparchia w Preszowie wywodzi się z greckokatolickiej eparchii w Mukaczewie. Dla sprawnego zarządzania tą niezwykle rozległą eparchią władycy mukaczewscy ustanawiali stałe wikariaty. Jako trzeci, 27 lipca 1787, został ustanowiony wikariat w Koszycach. Ponieważ dwaj kolejni wikariusze nie mogli znaleźć siedziby w tym mieście, w 1790 siedzibą wikariuszy stał się ostatecznie pobliski Preszów. Wikariat koszycki obejmował tereny komitatów Gömör és Kishont, Borsod, Szepes, Abaúj, Torna, Sáros i północną część komitatu Zemplén. W granicach wikariatu znaleźli się niemal wszyscy katolicy obrządku bizantyjskiego zamieszkujący tereny dzisiejszej Słowacji - wówczas jeszcze niemal wyłącznie Rusini. Tylko środkowa i południowa część Zemplina pozostała pod bezpośrednią władzą eparchii mukaczewskiej. 
Na mocy służącego cesarzom prawa patronatu cesarz Franciszek I Habsburg 3 listopada 1815 utworzył w Preszowie greckokatolicką eparchię podległą metropolii ostrzyhomskiej, po czym 13 marca 1816 ustanowił jej ordynariuszem Grzegorza Tarkoviča. Eparchia obejmowała obszar byłego wikariatu koszyckiego i liczyła 194 parochie ze 149 tysiącami wiernych. Przez następne dwa lata nominat starał się w Rzymie o potwierdzenie erekcji i nominacji przez papieża. 22 września 1818 papież Pius VII bullą Relata semper zatwierdził nowo utworzone biskupstwo i jego pierwszego władykę. 17 czerwca 1821 nominat odebrał święcenia biskupie, 26 września został mianowany ordynariuszem preszowskim, a następnie został intronizowany. Swemu pierwszemu władyce eparchia zawdzięcza powołanie podstawowych instytucji, w szczególności kancelarii, biblioteki i archiwum, oraz utworzenie siedziby biskupiej. Za czasów kolejnych władyków eparchia bogaciła się o nowe instytucje. Tworzono sieć szkół parafialnych, w I połowie XIX wieku eparchia patronowała pierwszym słowackim i rusińskim instytucjom kulturalnym. 12 września 1880, po wielu latach wysiłków, otwarto eparchialne seminarium duchowne. Pod koniec XIX wieku władycy starali się o zapewnienie opieki duszpasterskiej greckokatolickim emigrantom z Zakarpacia i wschodniej Słowacji, którzy licznie osiedlali się wówczas w USA i w Kanadzie. Na przełomie XIX i XX wieku doszło do madziaryzacji życia eparchii; proces ten nasilił się przed samą I wojną światową za sprawą madziarońskiego władyki Stefana Nováka. Do cerkwi i szkół cerkiewnych wprowadzono wtedy język węgierski, cyrylicę zastąpiono alfabetem łacińskim, wprowadzono kalendarz gregoriański. W początkach XX wieku eparchia liczyła 160 tys. wiernych, 212 księży, 190 parochii, 190 cerkwi, 25 czasowni, prowadziła 24 szkoły parafialne z 28 tys. uczniów, szkołę średnią dla chłopców i seminarium teologiczne. W tym czasie spory odsetek grekokatolików stanowili już Słowacy. 
Czas rozpadu Austro-Węgier nadał nowy kierunek losom eparchii. Na przełomie lat 1914 i 1915 jej północny skraj był miejscem zażartych walk austriacko-rosyjskich. W schyłkowej fazie wojny eparchia popadła w kłopoty materialne. Po powstaniu Czechosłowacji w 1918 eparchia preszowska niemal w całości znalazła się na terytorium tego państwa – po stronie węgierskiej pozostało tylko kilkanaście parochii. Ostatni węgierski biskup Stefan Novák 1 października 1918 złożył rezygnację i wyjechał na Węgry. W latach 1918–1922 eparchią preszowską zarządzał ks. Mikulaš Russnák jako wikariusz generalny. W latach 1922–1927 tymczasowym zarządcą – administratorem apostolskim eparchii był dotychczasowy biskup pomocniczy eparchii w Križevcach Dionýz Njarady. Kolejnym, już słowackim administratorem apostolskim został bł. Paweł Gojdič OSBM, który przeprowadził eparchię przez okres międzywojenny, II wojnę światową i początkowy okres władzy komunistycznej. 
Za czasów pierwszej Republiki Czechosłowackiej działalność greckokatolickiej eparchii preszowskiej napotykała problemy narodowościowe: konflikt węgiersko-słowacki i słowacko-rusiński - oraz polityczne: czeski antyklerykalizm, a później także szowinizm słowackich faszystów. Pokonanie tych trudności cerkiew zawdzięcza głównie energicznej działalności charyzmatycznego biskupa Pawła Gojdiča i jego sufragana bł. Vasiľa Hopko. W eparchii nie doszło do rozłamów, mimo że przez pewien czas postulowano jej podział na jurysdykcję słowacką i rusińską. W okresie międzywojennym powoli dostosowywano organizację kościelną do nowych granic politycznych. Do eparchii preszowskiej włączono Czechy, Morawy i czeską część Śląska, podległe wcześniej lwowskiej metropolii greckokatolickiej (były to jednak w praktyce tereny misyjne, na których grekokatolików niemal nie było). Do kolejnych zmian doszło po aneksji Rusi Zakarpackiej i wschodniej Słowacji przez Węgry w latach 1938–1939. Nowa granica słowacko-węgierska podzieliła zarówno eparchię preszowską, jak i mukaczewską. 13 marca 1939 papież Pius XII mianował biskupa Gojdiča administratorem apostolskim części eparchii mukaczewskiej pozostałej w granicach Słowacji. W jego imieniu parochiami na tym obszarze zarządzał wikariusz generalny ks. prepozyt Anton Tink. Apostolskim administratorem tej części eparchii, która znalazła się pod okupacją węgierską, został mianowany biskup Dionýz Njarady. Za czasów Państwa Słowackiego bp Gojdič popadł w ostry konflikt z jego władzami, protestując przeciwko wywózkom Żydów do obozów koncentracyjnych. Po kolejnym konflikcie z władzami bp Gojdič poprosił o mianowanie władyką preszowskim innego duchownego, bardziej odpowiadającego władzom. Stolica Apostolska nie przyjęła jego rezygnacji - przeciwnie, 8 sierpnia 1940 został mianowany ordynariuszem eparchii preszowskiej. 
Po II wojnie światowej diecezja preszowska liczyła 320 tysięcy wiernych w 241 parafiach. Posiadała 1 seminarium z 50 alumnami i około 300 księży.
Po krótkim okresie względnej swobody w latach 1945–1948 nadeszły pierwsze administracyjne ograniczenia w działalności cerkwi greckokatolickiej. Już w lutym 1948 czeska cerkiew prawosławna, która podlegała patriarsze moskiewskiemu, rozpoczęła w parafiach greckokatolickich kampanię na rzecz połączenia z prawosławiem. Rząd czechosłowacki powołał specjalny komitet, mający za zadanie przygotowanie powtórnego połączenia. Milicja miała zorganizować odpowiedni nacisk na parafian i księży. Ostateczna likwidacja odbyła się w 1950. 28 marca aresztowano biskupa Gojdiča i zdemolowano jego siedzibę. 13 kwietnia napadnięto na klasztory i zamknięto je, zakonników skierowano do "klasztorów koncentracyjnych", a przeorów uwięziono. 28 kwietnia w Preszowie odbyła się konferencja kościelna, w której uczestniczyło 5 księży i około 300 osób świeckich. Osoby świeckie również przewodniczyły tej konferencji. Konferencja uznała się za sobór greckokatolicki i jednogłośnie podjęła decyzję o zjednoczeniu diecezji z cerkwią prawosławną. Pod koniec maja władze czechosłowackie rozwiązały kościół greckokatolicki na terenie całej Czechosłowacji. 
Majątek diecezji i instytucje zostały zagrabione przez państwo, po czym przekazane cerkwi prawosławnej. Księża, którzy odmówili wymuszonego przejścia na prawosławie (283 z 328; później jeszcze 22 odstąpiło od prawosławia), zostali przesiedleni do północnych Czech, nakazano im podjęcie zawodów świeckich. Uwięziono obu biskupów - Pawła Gojdiča, który zmarł w więzieniu w 1960, i Wasyla Hopko, który przeżył uwięzienie, ale ze zniszczonym zdrowiem. Okres formalnego nieistnienia w latach 1950–1968 cerkiew greckokatolicka przetrwała dzięki wiernym i księżom praktykującym w konspiracji. 
Eparchia preszowska odrodziła się w 1968, po referendum, przeprowadzonym na polecenie władz w parafiach prawosławnych. W efekcie 205 parafii wróciło do grekokatolicyzmu, a tylko 5 zostało przy prawosławiu. 17 lipca 1968 odtworzono greckokatolicką siedzibę biskupią w Koszycach, początkowo zarządzaną przez księży Andreja Zimę, Jana Murina i Stefana Ujhelyi’ego. 2 kwietnia 1969 tymczasowym zarządcą eparchii preszowskiej został mianowany ks. Ján Hirka, który przeniósł siedzibę biskupią z powrotem do Preszowa. Mimo formalnego zezwolenia na działalność cerkwi greckokatolickiej w latach 70. i 80. XX wieku komunistyczne władze nadal ją prześladowały: nie dopuszczano do wyświęcania potrzebnej liczby księży, nie zezwolono na powołanie biskupa, nie zwrócono cerkwi zajętych przez cerkiew prawosławną. Najbardziej dotkliwy okazał się brak w eparchii księży i biskupa. Parochowie, z reguły w podeszłym już wieku, musieli obsługiwać po kilka parochii, a po śmierci biskupa Hopki w 1976 święceń kapłańskich musieli udzielać biskupi Križevci w Jugosławii. W 1990 jeden ksiądz przypadał na 1.691 wiernych. 
Dopiero w 1989 władze państwowe przestały prześladować cerkiew greckokatolicką. Zwrócono ostatnie cerkwie zabrane w 1950 i resztę majątku, ponownie otwarto greckokatolickie seminarium duchowne w Preszowie, które po krótkim czasie włączono do Uniwersytetu Preszowskiego jako wydział teologii. 17 lutego 1990 dotychczasowy administrator diecezji preszowskiej ks. Ján Hirka odebrał święcenia biskupie. 
Po rozpadzie Czechosłowacji władyka preszowski ustanowił dla Czech, Moraw i czeskiego Śląska wikariusza w osobie ks. Ivana Ljavinca. 18 stycznia 1996 Stolica Apostolska wyłączyła te ziemie z eparchii preszowskiej i powołała egzarchat apostolski dla grekokatolików z siedzibą w Pradze. 27 stycznia 1997 Stolica Apostolska utworzyła egzarchat apostolski dla grekokatolików w Koszycach. Administratorem apostolskim został dotychczasowy preszowski biskup pomocniczy Milan Chautur. 30 stycznia 2008 eparchia preszowska została podniesiona do rangi archieparchii, tworząc wraz z nowo utworzonymi eparchiami koszycką i bratysławską nową metropolię.
W drugiej połowie XX wieku doszło we wschodniej Słowacji do masowej słowakizacji Rusinów. Eparchia preszowska, dotychczas w przeważającej mierze rusińska, również nabiera coraz bardziej charakteru słowackiego. Powoduje to konflikty w parochiach, głównie wokół języka używanego w liturgii i duszpasterstwie.

## Greckokatoliccy władycy i administratorzy preszowscy
- ks. kanonik Ján Pasztelyi 1787–1790 - koszycki wikariusz kapitulny władyki mukaczewskiego
- ks. Michel Bradács 1790–1813 - koszycki wikariusz kapitulny władyki mukaczewskiego
- bp Gregor Tarkovič 1813 - 16 stycznia 1841 - koszycki wikariusz kapitulny władyki mukaczewskiego do 26 września 1818
- bp Jozef Gaganecz 2 sierpnia 1842 - 22 grudnia 1875
- bp Mikuláš Tóth 3 kwietnia 1876 - 21 maja 1882
- bp Ján Vályi 11 października 1882 - 19 listopada 1911
- ks. kanonik Juraj Répássy 1911–1913 - wikariusz kapitulny
- bp Stefan Novák 1913 - 1 października 1918
- ks. Mikuláš Russnák 1918–1922 - administrator apostolski (?)
- bp Dionýz Njarady 27 października 1922 - luty 1927 - administrator apostolski
- bp Pavol Gojdič OSBM 14 września 1926 - 17 lipca 1960 - administrator apostolski do 8 sierpnia 1940
- bp Ján Hirka 2 kwietnia 1969 - 11 grudnia 2002 - administrator apostolski do 21 grudnia 1989
- abp Ján Babjak od 11 grudnia 2002 do 25 kwietnia 2022
- abp Jonáš Maxim -  od 26 października 2023